# Baía de Bathurst

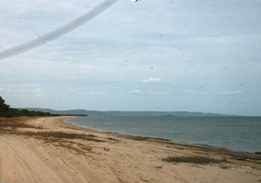
Baía de Bathurst

A Baía de Bathurst é uma baía nas localidades de Lakefield e Starcke no Condado de Cook, Queensland, Austrália. No século XIX, era a base da frota de pérolas. Agora é uma atração turística na Península do Cabo York, no norte de Queensland, na Austrália, perto da Grande Barreira de Corais.

## História
A área era habitada pelas tribos Mutumui e Walmbaria. Os britânicos primeiro estabeleceram a Baía de Bathurst em algum momento do início do século XIX. O acordo tinha poucos bens comercializáveis por causa de seu clima e terreno. O local tornou-se importante em meados do século XIX como um ancoradouro para a frota de pérolas, que estava descobrindo valiosas pérolas de ostras. Na década de 1890, a frota de pérolas era a única razão para o estabelecimento contínuo. O acordo foi destruído em 4 de março de 1899, quando o ciclone Mahina passou pelo norte de Queensland. O ciclone Mahina foi notável por produzir a maior tempestade registada de todos os ciclones tropicais da história. As florestas outrora abundantes não se recuperaram, principalmente por causa dos danos contínuos causados pelo sal na terra pela tempestade. Desde a Federação da Austrália em 1901, a Baía de Bathurst se tornou uma área de pesca popular. Poucas pessoas se estabeleceram na área da baía.